# I Ragazzi della Via Gluck
I Ragazzi della Via Gluck sono stati il gruppo musicale di supporto di Adriano Celentano dal 1966 al 1978.

## Storia del gruppo
Si formano a Milano nel 1965 con il nome Epoca 70 e iniziano a esibirsi in vari locali, tra cui il Santa Tecla, in cui entrano in contatto con Miki Del Prete, che propone loro un contratto con l'etichetta Clan Celentano, imponendo però il cambiamento del nome in I Ragazzi della Via Gluck.
Nel 1967 accompagnano Celentano al Cantagiro 1967 vestiti da contadini, dalla canzone che hanno inciso poco prima, Il contadino, cover di Hold On! I'm a Comin' di Sam & Dave.
Nel 1969 il cantante Mimmo Seccia incise un 45 giri usano lo pseudonimo Sancho, Sete/Il bicchiere.
Partecipano al Festival di Sanremo 1970 con Ahi! Che male che mi fai (cantata in abbinamento con Paolo Mengoli), senza arrivare in finale, al Cantagiro 1970 con Volo AZ/018 ed a Un disco per l'estate 1971 con Messaggio da Woodstock, senza superare la fase eliminatoria.

## Formazione
Formazione originale
- Mimmo Seccia (voce solista e chitarra, già appartenuto al gruppo de I Trappers)
- Giorgio Manzoli (sax tenore fratello di Gerry de I Camaleonti)
- Augusto Lo Basso (sax tenore e baritono)
- Uccio Armanna (tastiere)
- Donato Dardes detto Billy (chitarra)
- Sauro Profeti (basso, voce)
- Gianfranco Longo (batteria e già batterista de I Trappers)

Elementi subentrati nel 1968
- Gianni Poggio (batteria, da I Samurai)
- Pinuccio Pirazzoli (chitarra)
- Nedo Del Gratta detto “Gatto” (voce, da I Samurai)

## Discografia
Singoli
- 1967 - Rock! Padre del beat/Il contadino (Clan Celentano, ACC 24053)
- 1968 - La voce/Ragazze in fiore (Clan Celentano, ACC 24064)
- 1969 - Vola vola vola/Sei la mia donna (Clan Celentano, BF 69003)
- 1969 - L'amore è blu… ma ci sei tu/I tuoi occhi camminano in me (Clan Celentano, BF 69031)
- 1970 - L'amore è blu… ma ci sei tu/Sei la mia donna (Clan Celentano, BF 69038)
- 1970 - Ahi! Che male che mi fai/Oroscopo (Clan Celentano, BF 69042)
- 1970 - AZ/018/Astri chiari (Clan Celentano BF 69050)
- 1971 - Messaggio da Woodstock/Fumo bianco (Ariola 14.973-A - made in Spain)
- 1978 - Caffè Adriano/il contadino (Durium, Ld Al 8022)